# جاکو پاستوریوس
جاکو پاستوریوس (به انگلیسی: Jaco Pastorius) (زادهٔ ۱ دسامبر ۱۹۵۱-درگذشتهٔ ۲۱ سپتامبر ۱۹۸۷) موسیقی‌دان جَز اهل آمریکا بود که به‌خاطر مهارتش در نوازندگی گیتار باس شهرت بسیار دارد. او با نوآوری‌اش در ملودی‌نوازی با باس فرتلس و تکنیک‌های نوازندگی خلاقانه‌اش، آن ساز را از فرم معمول که فقط وظیفهٔ پر کردن متن ترانه‌ها را داشت خارج کرد.
جاکو در سال ۱۹۸۸ به «تالار مشاهیر موسیقی جَز داون بیت» راه یافت. او یکی از ۴ باسیست سبک جَز -و تنها نوازندهٔ گیتار باس جَز- است که تابه‌حال به این افتخار نائل شده‌اند. قطعهٔ «پرترهٔ تریسی» از آثار اوست.

## سال‌های آغازین
او با نام کامل «جان فرانسیس آنتونی پاستوریوس سوم» در ۱ سپتامبر ۱۹۵۱ در نوریستاون ایالت پنسیلوانیا به‌دنیا آمد. مدت کوتاهی پس از تولد جاکو خانواده‌اش به اوکلند پارک (در نزدیکی فورت لادردیل) نقل مکان کردند و او دوران تحصیلات ابتدایی و راهنمایی‌اش را مدرسهٔ کاتولیک سینت کلمنت گذراند. پدرش خواننده و درامر یک بیگ بند جَز بود و جاکو هم در ابتدا موسیقی را با درامز آغاز کرد. در ۱۳ سالگی مُچ دست‌اش در بازی فوتبال آسیب دید و پس از جراحی و بهبودی، دیگر نتوانست نواختن درامز را ادامه دهد. در آن‌زمان جاکو در یک گروه محلی به‌نام Las Olas Brass عضویت داشت. زمانی که باسیست‌شان گروه را ترک کرد جاکو تصمیم گرفت باس بنوازد. او یک باس ۱۵ دلاری خرید و فراگیری آن ساز را آغاز کرد.
در سال‌های پایانی دههٔ ۱۹۶۰ یا موسیقی جَز آشنا شد و تصمیم گرفت با جمع‌آوری پول‌هایش یک کنترباس بخرد. او بالاخره هزینهٔ خرید کنترباس را فراهم کرد اما پس از مدتی متوجه شد به‌خاطر آب و هوای مرطوب فلوریدا سازش مشکل‌دار شده‌است و در نهایت آن را با یک جَز بیس فندر ۱۹۶۰ معاوضه کرد.

## فعالیت حرفه‌ای

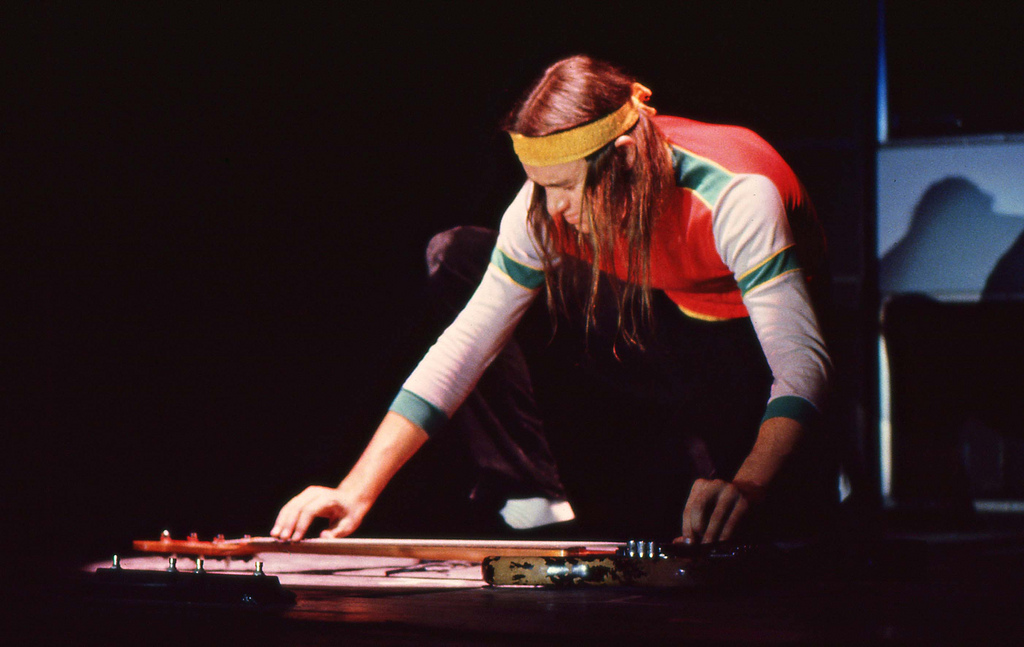
تصویری از جاکو پاستوریوس

اولین فعالیت جدی موسیقی جاکو به سال‌های آغازین دههٔ ۱۹۷۰ و عضویت‌اش در گروه وین کاکران بازمی‌گردد. او در همان سال‌ها با چند گروه جَز و آراَندبی محلی نیز همکاری‌هایی داشت. در سال ۱۹۷۴ با دوستش پت متنی-که بعداً یکی از گیتاریست‌های مشهور سبک جَز شد- همکاری‌اش را آغاز کرد. در آن گروه، ابتدا بروس دیتمس نوازندهٔ درامز بود که بعداً جای‌اش را به باب موزس داد. آن‌ها اولین آلبوم سه‌نوازی‌شان را در سال ۱۹۷۶ و با برچسب ای‌سی‌ام منتشر کردند. این آلبوم که Bright Size Life نام داشت تا ردهٔ ۲۸اُم جدول «پرفروش‌ترین آلبوم‌های جَز بیلبورد» صعود کرد.
در سال ۱۹۷۵ جاکو توسط بابی کلمبی درامر به عنوان یک «استعداد جدید» به سی‌بی‌اس رکوردز معرفی شد. اولین آلبوم شخصی جاکو به‌نام جاکو پاستوریوس که یک آلبوم موفق برای گیتار باس بود به تهیه‌کنندگی کلمبی و با لیبل سی‌بی‌اِس در سال ۱۹۷۶ روانهٔ بازار شد. این آلبوم با استقبال فراوان منتقدان موسیقی جَز روبرو شد و به عقیدهٔ بسیاری بهترین آلبوم گیتار باس تمام دوران است. در همان‌سال از سوی گروه ودر ریپورت پیشنهاد همکاری دریافت کرد که آن را پذیرفت و همکاری‌اش با آن‌ها تا سال ۱۹۸۱ ادامه داشت. جاکو در سال ۱۹۷۹ به‌همراه و در ریپورت و برای آلبوم ۸:۳۰ برندهٔ جایزهٔ گرمی «بهترین آلبوم فیوژن جَز با یا بدون کلام» شدند.

## اختلال‌های رفتاری و سلامتی
جاکو مبتلا به بیماری اختلال دوقطبی بود و به‌نظر می‌رسد این بیماری-در مراحل اولیه‌اش-به کسب موفقیت او در فعالیت‌های موسیقی‌اش کمک کرده باشد. جاکو در سال‌های آغازین فعالیت حرفه‌ای‌اش از الکل و مخدر اجتناب می‌کرد در حالی که در دوران حضورش در «ودر ریپورت» به شکل فزاینده‌ای درگیر الکل و مخدر شده‌بود. مصرف بیش از حد الکل باعث شد تا جاکو به یک فرد دمدمی‌مزاج تبدیل شود و رفتارهای ضد اجتماعی آشکاری از خود بروز دهد. مجموع این مسائل و چند مورد درگیری و رفتار خشونت‌آمیز در ملا عام-در یک مورد بر روی سن کنسرتی در یک فستیوال جاز- باعث شدند تا در سال‌های میانی دههٔ ۱۹۸۰ ژاکو به یک فرد طرد شده و منفور در صنعت موسیقی تبدیل شود. او در سال‌های پایانی عمرش عملاً به یک معتاد خیابان‌گرد تبدیل شده‌بود.

## مرگ
در ۱۱ سپتامبر ۱۹۸۷ زمانی که از ورود جاکو به یک میخانه در فورت لادردیل فلوریدا جلوگیری شد، او با لگد زدن به در شیشه‌ای آن محل عصبانیت‌اش را بروز داد. این اتفاق منجر به آغاز درگیری خشونت‌بار مابین او و دربان آنجا به‌نام لوک هاوان شد. جاکو به‌شدت مورد ضرب و شتم قرار گرفت و با شکستگی‌های متعدد در صورت و صدمه به چشم راست و دست چپ‌اش در بیمارستان بستری شد و در حالت کما فرورفت. در ابتدا نشانه‌های دلگرم‌کننده‌ای مبنی بر خروج او از کما وجود داشت، اما در روزهای بعدی خونریزی مغزی گسترده باعث مرگ جاکو شد. او در ۲۱ سپتامبر ۱۹۸۷ در مرکز درمانی بروارد در فورت لادردیل درگذشت و جسدش در گورستانی در نورث لادردیل فلوریدا به‌خاک سپرده شد.
هاوان ابتدا به اتهام ارتکاب قتل درجه۲ متهم تشخیص داده شد اما زمانی که مشخص شد این اتفاق با برنامه‌ریزی قبلی رخ نداده و به‌خاطر نداشتن سوء سابقهٔ کیفری در مجازاتش تخفیف داده شد و به ۲۲ ماه زندان و ۵ سال حبس تعلیقی محکوم شد. او در نهایت پس از گذراندن ۴ ماه از دوران محکومیت‌اش به‌خاطر رفتار مناسب از زندان آزاد شد.

## آلبوم‌ها
آلبوم‌های استودیویی شخصی
| نام آلبوم         | سال انتشار |
| ۱. Jaco Pastorius | ۱۹۷۵       |
| ۲. Word of Mouth  | ۱۹۸۱       |
| ۲. Invitation     | ۱۹۸۳       |

آلبوم‌های و در ریپورت
| نام آلبوم         | سال انتشار |
| ۱. Black Market   | ۱۹۷۶       |
| ۲. Heavy Weather  | ۱۹۷۷       |
| ۳. Mr. Gone       | ۱۹۷۸       |
| ۴. ۸:۳۰           | ۱۹۷۹       |
| ۵. Night Passage  | ۱۹۸۰       |
| ۶. Weather Report | ۱۹۸۲       |